# Kaytee Boyd
Kaytee Boyd (* 8. Februar 1978 in Hamilton) ist eine neuseeländische Radrennfahrerin.
Kaytee Boyd begann als Kind, BMX zu fahren. Mit 15 gab sie den Radsport zunächst auf, um die Schule zu beenden und zu studieren. Angeregt durch die Mountainbike-Weltmeisterschaften 2006 in Rotorua begann sie erneut mit dem Radsport, zunächst mit Querfeldein-Rennen. Seit 2009 fährt sie hauptsächlich auf der Bahn.
2007 belegte Boyd bei den Ozeanien-Meisterschaften im Mountainbike-Rennen Platz drei, im Jahr darauf  wurde sie Dritte der Neuseeländischen Meisterschaft im Straßenrennen. 2009 gewann sie beim Bahnrad-Weltcup in Peking gemeinsam mit Alison Shanks und Lauren Ellis die Mannschaftsverfolgung und wurde Fünfte in der Gesamtwertung der Route de France Féminine. 2010 wurde sie Neuseeländische Meister im Kriterium und jeweils Dritte im Teamsprint sowie im Straßenrennen, 2012 in der Einerverfolgung.
Bei den UCI-Bahn-Weltmeisterschaften 2011 in Apeldoorn errang Kaytee Boyd Bronze in der Mannschaftsverfolgung, gemeinsam mit Shanks und Jaime Nielsen.
2012 beendete Boyd ihre sportliche Laufbahn. Sie hat Universitätsabschlüsse in Sport- und Ernährungswissenschaft und ist als Ernährungs- und Gesundheitsberaterin tätig.

## Erfolge

### Mountainbike
2007
- Ozeanienspiele – Mountainbike

### Bahn
2009
- Bahnrad-Weltcup in Peking – Mannschaftsverfolgung (mit Lauren Ellis und Alison Shanks)
- Bahnrad-Weltcup in Melbourne – Mannschaftsverfolgung (mit Lauren Ellis und Alison Shanks)

2011
- Weltmeisterschaft – Mannschaftsverfolgung (mit Jaime Nielsen und Alison Shanks)
- Bahnrad-Weltcup in Peking – Mannschaftsverfolgung (mit Rushlee Buchanan und Jaime Nielsen)

### Straße
2010
- Neuseeländischer Meisterin – Kriterium